# Kirby-le-Soken
Kirby-le-Soken är en by i civil parish Frinton and Walton, i distriktet Tendring i grevskapet Essex i England. Byn ligger 52,9 km från Chelmsford. Orten har 1 370 invånare (2015). Parish hade 836 invånare år 1931. År 1934 blev den en del av den då nybildade Frinton and Walton.